# Lise et Laura
Lise et Laura (Lise und Laura) ist ein französischer Film (1982) von Henri Helman mit Claude Jade in einer Doppelrolle. Seine Erstausstrahlung hatte er am 26. März 1982 im französischen Fernsehen FR3.

## Inhalt
In Dinard an der bretonischen Küste verbringt die Verlagslektorin Laura einige Tage mit ihrem Liebhaber Christian. Als sie den Speisesaal des Hotels betritt, ist der ältere Gast Frédéric Dautin überrascht: Laura ist eine Doppelgängerin seiner einstigen Frau Lise. 1943 wurde Lise von der Gestapo verhaftet und verschleppt. 
Frédéric nähert sich Laura an. Als er mit ihr das ehemalige Haus aus Lises Kindheit besucht, ist die alte Vermieterin Marthe Scouarnec überrascht von der frappierenden Ähnlichkeit Lauras mit Lise. Frédéric vertraut Laura Lises Tagebücher an. Lise hatte Frédéric am Strand von Dinard kennengelernt. Das aus bescheidenen Verhältnissen stammende 18-jährige Mädchen fühlt sich von Frédérics adliger Familie eingeschüchtert. Um deren Ansprüchen zu genügen, fügt sie sich in die Rolle als Ehefrau und Mutter eines kleinen Jungen. Als sie für die Résistance ein Dossier überbringen soll, wird sie von der Gestapo verhaftet.
Laura ist im Gegensatz zu Lise emanzipiert. In Rückblenden sehen wir, wie sie ihren Mann verlässt und sehr locker mit ihren folgenden drei Liebhabern vor Christian umgeht.
Die Lektüre von Lises Tagebüchern nimmt Laura gefangen.

## Entstehung
An der Seite der zwei Rollen spielenden Claude Jade agiert in den Rückblenden der junge Schauspieler Bernard Malaterre, der selbst eine große Ähnlichkeit mit dem älteren Darsteller des Frédéric, Michel Auclair, hat.